# Quimiotròfia

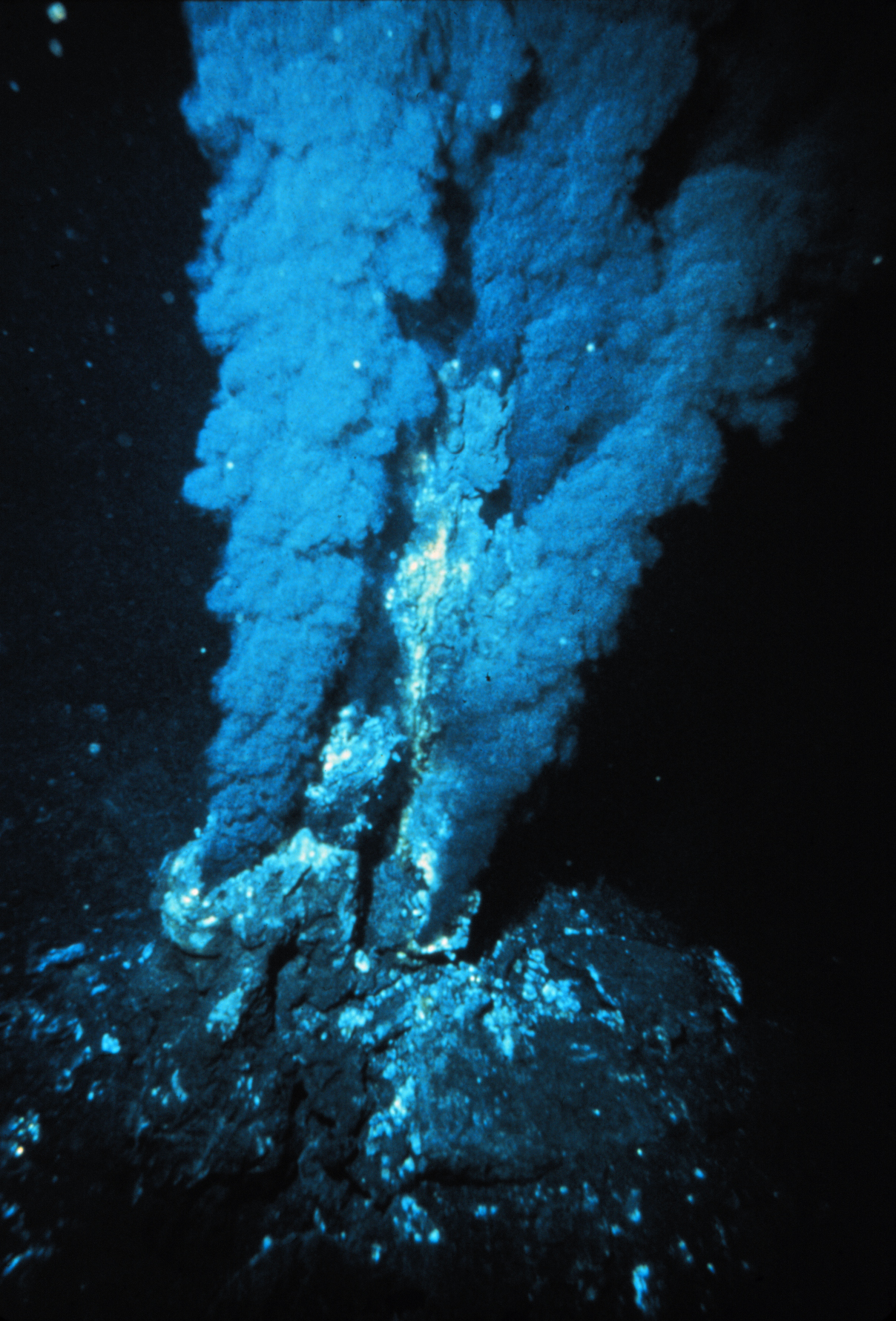
Una fumarola de l'oceà Atlàntic que proporciona energia i nutrients

La quimiotròfia és una estratègia metabòlica que usen diversos éssers vius caracteritzada per usar compostos químics en els seus processos metabòlics com a font d'energia. El terme deriva del grec: quimio = química, i trophos = nutrició. S'oposa al de fototròfia en què els organismes obtenen l'energia de la llum. Tots els animals són quimiòtrofs. Es distingeixen diversos tipus de quimiòtrofs segons quin és l'origen d'aquesta matèria:
- Quimiolitòtrofs: La seva font d'energia són compostos inorgànics com el sulfur d'hidrogen, l'amoníac, l'hidrogen molecular, nitrits, nitrogen molecular entre d'altres. Molts bacteris i arqueus són quimiolitòtrofs.
- Quimioorganòtrofs: La seva font d'energia prové de la degradació de compostos orgànics. Els quimioorganòtrofs poden ser quimiolitoheteròtrofs, que obtenen energia de molècules inorgàniques o quimioorganoheteròtrofs, que obtenen energia de molècules orgàniques com els glúcids, lípids o proteïnes.

També es distingeixen segons quin és l'origen del carboni:
- Quimioautòtrofs: Incorporen carboni d'origen inorgànic (com per exemple els arqueus metanògens que usen indistintament el CO₂ com a font de carboni i com a font de poder oxidant)
- Quimioheteròtrofs: Incorporen carboni d'origen orgànic. Tots els animals són quimioheteròtrofs.

Els organismes quimioautòtrofs, doncs, obtenen l'energia per l'oxidació de donadors d'electrons en el seu ambient. Aquestes molècules poden ser orgàniques (quimiorganòtrofs) o molècules inorgàniques (quimiolitòtrofs).
Els quimioautòtrofs es designen contrastant-los amb els organismes fotòtrofs els quals utilitzen l'energia solar via fotosíntesi. Els quimioautòtrofs poden ser autòtrofs o heteròtrofs
Com els fotòtrofs (com algues i plantes) els quimioautòtrofs fan servir el diòxid de carboni (CO₂) com a font principal de carboni però en lloc de fer servir la llum com a font d'energia l'obtenen de la reacció d'oxidació de compostos químics.